# 사택소명
사택소명(沙宅紹明, ? ~ 덴무 천황 2년(673년))는 왜국(일본)에 귀화한 백제 도래인 출신의 귀족, 학자이다.
성씨는 백제의 대성팔족 가운데 하나인 사택이고, 이름은 소명(昭明)이라고도 쓴다. 백제의 멸망으로 인해 왜국(일본)으로 망명했다.

## 경력
사택씨는 백제의 대성팔족 가운데 하나로 사비 시대 백제에서 최고위직인 대좌평직을 거의 독점한 명문 귀족이었다. 사택소명의 동족으로 543년(긴메이 4년) 12월조에 등장하는 상좌평 사택기루, 660년(사이메이 6년) 7월조 및 같은 해 10월조 주에 보이는 대좌평 사택천복(沙宅千福), 백제 멸망 때에 포로가 되었다가 훗날 당의 곽무종의 선단에 참가하여 왜국으로 왔던 사택손등이 있었다.
사택소명의 사람됨에 대해서는 '총명예지한 수재'라는 칭송을 받았다고 한다. 회풍조에 따르면 오토모노 미코의 학사 가운데 한 사람으로, 다른 도래인 출신인 목소귀자 · 답본춘초 · 길대상 · 허솔모 등과 함께 빈객으로 이름을 올렸다. 문장에도 뛰어나서 도지 가전에 의하면, 후지와라노 가마타리의 비문을 지었다고 한다.
671년(덴지 천황 10년) 1월, 법관대보(율령제 하의 식부성의 차관)로 있을 때 여자신과 함께 대금하를 받았다.
673년(덴무 천황 2년) 윤 6월에 사망하였다. 소식을 접한 덴무 천황은 경악하고, 외소자(外小紫, 후의 종3위 상당)의 지위를 추증하였고, 거듭 옛 백제의 관직인 대좌평의 지위를 추증하였다고 한다.
사택소명의 자손으로는 691년(지토 5년) 12월에 은(銀) 스무 냥을 내렸다는 주금박사(呪禁博士) 사택만수(沙宅万首), 768년(진고케이운 2년 7월)에 무위(無位)에서 종5위하로 서위되었던 여유(女孺) 사택만복(沙宅万福) 등이 있다.

## 참고문헌
- 『コンサイス日本人名辞典 改訂新版』p572（三省堂、1993年）
- 『日本書紀』（五）（岩波文庫、1995年）
- 『日本書紀』（全現代語訳(下)講談社学術文庫、宇治谷孟：訳、1988年）
- 『続日本紀』（全現代語訳(中)（講談社学術文庫、宇治谷孟：訳、1992年）
- 『懐風藻』（全訳注江口孝夫、講談社学術文庫、2000年）
- 『日本古代氏族事典』【新装版】（佐伯有清：編、雄山閣、2015年）
- 『戦争の日本古代史 好太王碑、白村江から刀伊の入寇まで』（倉本一宏、講談社現代新書、2017年）

## 같이 보기
- 백강 전투
- 임신의 난
- 나당전쟁